# Ángulo de incidencia (aerodinámica)

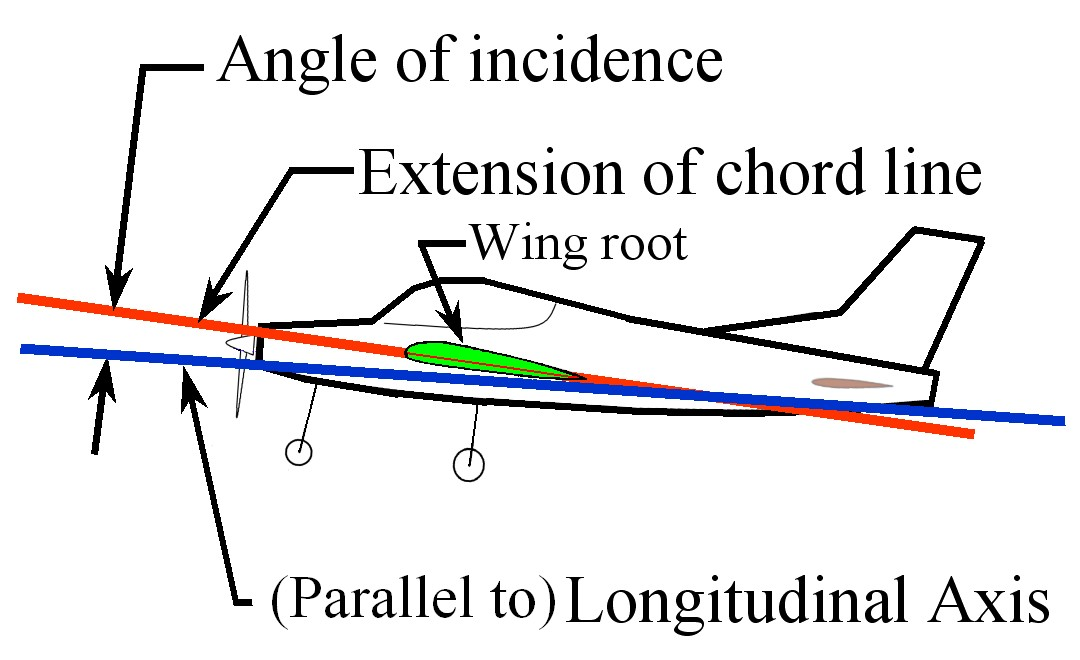
Ángulo de incidencia de un ala de avión en un avión.

En  aeronaves de ala fija, el ángulo de incidencia, a veces denominado ángulo de montaje  o ángulo de ajuste, es el ángulo entre la línea de cuerda del ala donde el ala está montada en el fuselaje, y un eje de referencia a lo largo del fuselaje (a menudo la dirección de resistencia mínima, o en su caso, el eje longitudinal).  El ángulo de incidencia se fija en el diseño de la aeronave y, con raras excepciones, no puede variarse en vuelo.
El término también puede aplicarse a las superficies horizontales en general, como canards o estabilizadores horizontales, por el ángulo que forman respecto al eje longitudinal del fuselaje.
La figura de la derecha muestra una vista lateral de un avión.  La línea de cuerda extendida de la raíz del ala (línea roja) forma un ángulo con el eje longitudinal (eje de balanceo) del avión (línea azul).  Las alas suelen montarse con un pequeño ángulo de incidencia positivo, para permitir que el fuselaje tenga un ángulo bajo con el flujo de aire en vuelo de crucero.  Los ángulos de incidencia de unos 6° son comunes en la mayoría de los diseños de aviación general.
Otros términos para ángulo de incidencia en este contexto son ángulo de aparejo y ángulo de incidencia del aparejador.
El ángulo de incidencia no debe confundirse con el ángulo de ataque, que es el ángulo que la cuerda alar presenta al flujo de aire en vuelo.  Sin embargo existe cierta ambigüedad en esta terminología, ya que algunos textos de ingeniería que se centran únicamente en el estudio de los perfiles aerodinámicos y su medio pueden utilizar cualquiera de los dos términos al referirse al ángulo de ataque.
En las aeronaves de ala rotatoria, el AoA (Ángulo de Ataque) es el ángulo entre la línea de cuerda del perfil aerodinámico y el viento relativo resultante. El AoA es un ángulo aerodinámico. Puede cambiar sin que cambie el AoI (Ángulo de Incidencia). Varios factores pueden cambiar el AoA de las palas del rotor. Los pilotos controlan algunos de esos factores; otros ocurren automáticamente debido al diseño del sistema del rotor. Los pilotos ajustan el AoA mediante la manipulación normal del control; sin embargo, incluso sin la intervención del piloto, el AoA cambiará como parte integral del desplazamiento de la pala del rotor a través del disco del rotor. Este proceso continuo de cambio se adapta al vuelo de ala rotatoria. Los pilotos tienen poco control sobre el aleteo y la flexión de las palas, el viento racheado y/o las condiciones de aire turbulento. El AoA es uno de los principales factores que determinan la cantidad de sustentación y resistencia producida por un perfil aerodinámico.